# Пломба (стоматология)
Пло́мба в стоматологии — химический состав, используемый для заполнения полости в зубе, образовавшейся после лечения кариеса или в результате механического или иного повреждения зуба. Пломба необходима для изоляции чувствительных тканей зуба и предотвращения попадания микробов в образовавшуюся полость.

## История
В Италии обнаружены свидетельства использования битума для пломбирования зубов, датируемые палеолитом (около 13 000 лет назад). В неолите на территории современной Словении, 6500 лет назад, использовался пчелиный воск для закрытия трещин в зубах. В греко-римской литературе, например, в «Естественной истории» Плиния Старшего (23–79 гг. н.э.), упоминаются материалы для пломбирования зубов.

## Классификация
В процессе препаровки повреждений (дефектов) либо кариозного поражения твёрдых тканей зуба, а также выбора пломбировочного материала руководствуются классификацией, которую впервые предложил врач-стоматолог Дж. Блэк (США). В соответствии с предложенной классификацией в зависимости от локализации различают пять классов кариозных полостей:
- I класс — полость локализуются в фиссурах, в слепых ямках моляров, премоляров, резцов и клыков. Пломба может располагаться на всех поверхностях зуба (окклюзионной, щёчной или язычной).
- II класс — полость захватывает как минимум две поверхности: медиальную или дистальную и окклюзионную поверхности у моляров и премоляров. Такая пломба может располагаться на медиально-окклюзионной поверхности премоляра или на медиально-окклюзионно-дистальной поверхности моляра.
- III класс — полость располагается на медиальной и дистальной поверхности резцов и клыков, там же локализуется и пломба.
- IV класс — полость имеет ту же локализацию, что и полости III класса (см. выше), но с нарушением угла коронковой части зуба или его режущего края.
- V класс — полость расположена в пришеечной области всех групп зубов (резцов, клыков, премоляров или моляров). Такая пломба может находиться в пришеечной области как на вестибулярной (передней) поверхности резца верхней челюсти так и на язычной поверхности моляра нижней челюсти.

С целью упрощения процедуры идентификации повреждений твёрдых тканей зуба, а также определения степени их сложности в процессе прогрессивного увеличения размеров кариозной полости, была разработана и предложена новая классификация.

## Материалы
Самые распространённые материалы пломб:
- амальгама,
- пластмасса,
- керамика,
- композиционные[англ.],
- специальные цементы (алюмосиликатные, фосфатные, стеклоиономерные[англ.]),
- светоотверждаемые.

По сроку службы пломбы можно разделить на:
- временные пломбы (которые устанавливают на недолгий период времени, к примеру при лечении пульпита), нельзя есть 2 часа, пить горячие напитки и есть горячие блюда, грызть твёрдые продукты, жевать жвачку и есть ириски, так как временные пломбы не прочные.
- постоянные пломбы (устанавливаются взамен временных пломб, либо изначально).

## Виды постоянных пломб
- Металлические пломбы изготавливаются из амальгамы (серебряная амальгама состоит из 60 % серебра, 20 % меди, 4-6 % др. (олова, кремния и т. д.) с ртутью). Несмотря на прочность, долговечность и низкую стоимость, в современной стоматологии практически не применяется. Металлические пломбы имеют блестящий цвет, резко контрастирующий с эмалью зуба. Ставить пломбу из амальгамы приемлемо только на задние зубы, при сохранении толстых стенок у зуба. Противопоказания: наличие металлической конструкции в полости рта (во избежание гальванизма); при получении пациентом лучевой терапии в челюстно-лицевой области; пломбирование фронтальных (передних) зубов.
- Пломбы из пластмассы, хотя достаточно дешевы, также утрачивают популярность, поскольку являются достаточно токсичными для пульпы зуба, быстро стираются, меняют цвет и легко деформируются.
- Цементные пломбы обладают низкой прочностью и надежностью. Держатся недолго, однако, имеют короткое время затвердевания, применяют для молочных зубов.
- Самотверждаемые композитные пломбы («химические пломбы», пломбы «химического отверждения») обладают неплохими механическими свойствами. По прочности уступают только светоотверждаемым композитам. Вносятся одной порцией, поэтому монотонны. Полимеризуются после смешивания двух паст, одна из которых содержит катализатор. Из-за невозможности равномерного ручного перемешивания по степени отверждения уступают гелиокомпозитам, и имеют более выраженную полимеризационную усадку.
- Светополимерные композитные (световые, светоотверждаемые, гелиокомпозиты, фотополимеры) пломбы относятся к самым современным видам пломб. Они затвердевают (полимеризуются) только под действием специальной полимеризационной лампы[англ.] видимого синего света с длиной волны 450—480 нм, что позволяет стоматологу максимально точно подогнать форму пломбы. Световые пломбы отличаются особой прочностью и широкой оттеночной гаммой. В их состав входит полимерный матрикс (часто бисфенол А-глицидил метакрилат (Бис-ГМА)[англ.] — диэфир метакриловой кислоты и диглицидилового эфира бисфенола А), наполнитель (например, диоксид кремния, стеклокерамика) и связывающее вещество (например, силаны).
- Стеклоиономерный цемент слабо устойчив к механическому воздействию (по сравнению с гелиокомпозитами); в его состав входит фтор, что способствует профилактике кариеса. Однако выделение любого компонента снижает стабильность материала. Текстура и цвет стеклоиономера плохо имитируют натуральную ткань зуба.
- Комбинированные — изготовление из двух или нескольких материалов.

Таким образом, пластмассовые, цементные и металлические пломбы из амальгамы относятся к числу недорогих, но не обладают высоким качеством. Пломбы из стеклоиономерного цемента, керамические и световые («светоотверждаемые») пломбы обладают лучшими характеристиками для применения. Современные технологии позволяют наносить их послойно, добиваясь полного совпадения цвета пломбы с зубной эмалью.

### Варианты конструкции зубных пломб
1. Монолитная пломба. Пломба возмещает разрушенный участок коронки зуба. Если она выполнена из одного пломбировочного материала, то это монолитная пломба. В литературе данный вид конструкции обычно обозначен термином «пломба».
2. Армированная пломба. Более сложная конструкция, пломба со штифтами и армированные пломбы. В пломбу со штифтами введены дополнительные штифты для усиления её ретенции в кариозной полости. Штифты различают в зависимости от их расположения по отношению к полости зуба (пульпарной камере) на парапульпарные и внутрикорневые. Они могут быть металлическими, стекловолоконными и полимерными. Армированные пломбы — это пломбы, содержащие в себе П- и Г-образные металлические стержни, переходящие, как правило, в парапульпарные штифты. Такие конструктивные особенности обеспечивают увеличение устойчивости пломбы в зубе и упрочнение самой пломбы.
3. Пломба с ретенционным пунктом. Для улучшения фиксации пломбы в зубе используют ретенционные пункты. Их располагают в дополнительных ретенционных площадках, отпрепарированных в твердых тканях зуба. Этим также достигается более равномерное распределения жевательного давления на ткани зуба, повышается устойчивость и увеличивается срок службы пломбы.
4. Пломба с термокомпенсатором. Предложены конструкции комбинированных пломб, в которых учитывают коэффициенты термического расширения (КТР) пломбировочных материалов и твердых тканей зуба. Это очень важно, поскольку в системе «зуб-пломба» тепловое расширение является одним из ведущих факторов, обусловливающих долговременность функционирования пломбы[5].
5. Сэндвич-пломба. Распространены также комбинированные пломбы типа «сэндвич». Они состоят из базы и восстановительной части. Базу создают из стеклоиономерного цемента, восстановительную часть — из композита. База и восстановительная часть соединены химической связью. Таким образом, композит прочно соединяется с дентином посредством стеклоиономера. Метод такого послойного заполнения полости называется техникой «сэндвича», в последнее время его используют многие специалисты. Но и в данной конструкции пломба ослаблена в местах соединения «композит — стеклоиономер» из-за различия их КТР при температурном воздействии. Методика «сэндвича» хороша в плане более щадящей передачи механических и термических раздражителей на пульпу и поэтому во многом выигрывает по сравнению с обычной монолитной пломбой.
6. Монохромная пломба. Это одноцветная восстановительная конструкция, которая изготавливается из пломбировочного материала одного цвета. Данная конструкция косметически эффективна при восстановлении целостности небольшого участка коронки зуба. В этом случае можно легко подобрать цвет пломбировочного материала для данного участка реставрации соответственно цвету твердых тканей зуба.
7. Полихромная пломба. Эти восстановительные конструкции относят к более сложным. Цветовая гамма при их использовании должна быть более двух компонентов, то есть конструкция является многоцветной[5].

## Временные пломбы
Временные пломбы устанавливают с диагностической целью при глубоком кариесе и периодонтите, для изоляции лекарства или девитализирующей пасты, оставленных в полости зуба, для предотвращения попадания пищи и инфицирования каналов, при необходимости окончательного затверждения корневого герметика перед дальнейшей реставрацией зуба, а также при недостатке времени на завершение лечения в одно посещение у врача или пациента.
Временные пломбы чаще всего изготавливаются из оксида цинка (с использованием масел типа эвгенола), применяют часто и пародонтальную повязку Септопак, светоотверждаемый материал Клип, стеклоиономерные цементы. Вид временной пломбы определяется врачом, в зависимости от индивидуальных показаний к пломбированию.
В зависимости от используемого материала, пломбы имеют разную технологию установки.
В процессе установки пломбы необходимо предотвращать надлом зуба, травматизм десны и т. д.

### Материалы для временной пломбы
- Водный дентин (каолиновый порошок и жидкость при смешивании и нанесении затвердевает);
- Дентин-паста (смешивается каолиновый порошок и персиковое масло, или же выпускается паста в готовом виде);
- Цементы (цинк-фосфатный цемент используется при лечении зубов, на которых приходится пик жевательной нагрузки);
- Полимеры (пасты с световым механизмом отверждения)[источник не указан 605 дней].

## Применяемые
- Каналонаполнитель

## Техника препарирования твёрдых тканей зуба
В связи с тем, что постоянная пломба, которая устанавливается на продолжительный период времени, не может быть помещена непосредственно в кариозную полость, с целью гарантии определённых условий необходимо сначала провести препарирование полости. Основные задачи:
- Устанавливаемая пломба должна прослужить долгое время.
- Не должно оставаться условий для возникновения вторичного кариеса.

Для достижения вышеуказанных задач используют основные принципы:
- по возможности из полости необходимо удалить весь мягкий кариозный дентин (в качестве исключения, в некоторых случаях с целью профилактики случайного вскрытия пульпы зуба, возможно сохранение самого глубокого пигментированного, но твёрдого слоя дентина);
- на стенках препарируемой полости не должно остаться поражённых тканей: кариозный дентин и инфицированные ткани удаляются бором или иным стоматологическим инструментом;
- в ходе препаровки зубная эмаль, оставшаяся без подлежащего слоя дентина, должна быть полностью удалена.
- на заключительном этапе при помощи боров различной конфигурации формируется полость с учётом особенностей тканей зуба и возможной ретенции пломбы[источник не указан 605 дней].